# Piano Man (Mamamoo)
Piano Man è il secondo EP del girl group sudcoreano Mamamoo, pubblicato nel 2014.

## Tracce
1. Piano Man – 3:15
2. Gentleman (feat. Esna) – 3:40
3. Love Lane – 3:21 – CD Only
4. Piano Man (Piano version) – 3:15
5. Piano Man (Instrumental) – 3:17